# هیجدهم برومر لوئی بناپارت

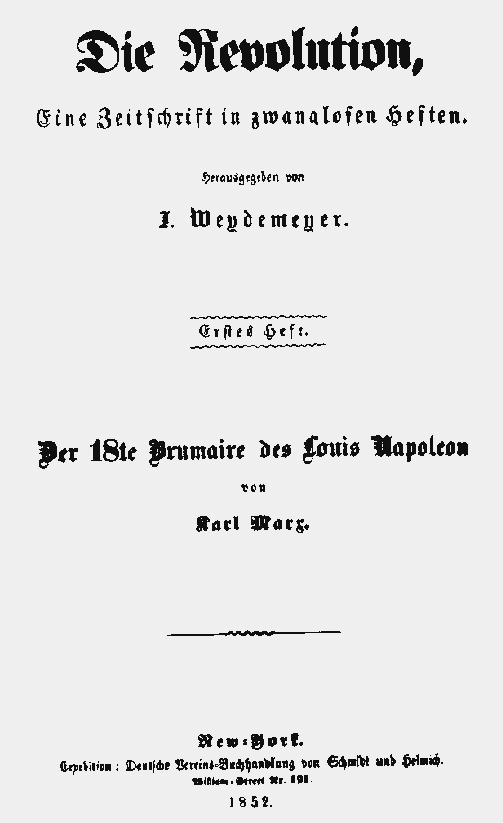
جلد کتاب «هیجدهم برومر لوئی بناپارت» است

هجدهم برومر لوئی بناپارت (به انگلیسی: The Eighteenth Brumaire of Louis Napoleon) کتابی نوشته کارل مارکس نویسنده و متفکر بزرگ قرن نوزدهم آلمان و یکی از بزرگترین آثار او است که برای نخستین بار در سال ۱۸۵۸ میلادی به چاپ رسیده‌است و تاکنون به ده‌ها زبان زنده دنیا ترجمه شده‌است.
موضوع کتاب کودتای۲ دسامبر ۱۸۵۱ لوئی بناپارت در فرانسه است. این کودتا به حیات جمهوری دوم فرانسه پایان بخشید.
لوئی بناپارت در دوم دسامبر ۱۸۵۱ مجلس مقننه و شورای دولتی را با کودتا منحل کرد. از آنجایی که ناپلئون اول در روز هجدهم برومر (۹ نوامبر ۱۷۹۹) از ماه‌های نامگذاری شده پس از انقلاب کبیر فرانسه علیه انقلاب بورژوازی کودتا کرد و برادرزاده وی نیز در ایامی نزدیک به سالروز آن دست به کودتا زد، مارکس واژه هجدهم برومر را به جای کلمه کودتا به کار برده‌است.

## محتوا
مارکس در این اثر خود تحلیلی خواندنی از وقایع منتهی به کودتای سال ۱۸۵۱ و شکست انقلاب ۱۸۴۸ ارائه داده‌است. وی برای توصیف رژیم لویی بناپارت از اصطلاح بناپارتیسم استفاده می‌کند. لویی بناپارت در زمینه‌ای امکان رشد و قدرت‌یابی یافت که صورتبندی سیاسی و اجتماعی در فرانسه خصلتی معلق‌گونه داشت زیرا که هیچ طبقه اجتماعی مسلطی در جامعه وجود نداشت و کشمکش طبقاتی به دلیل توازن نیروها نمی‌توانست به نفع یک طبقه خاتمه یابد. بر این اساس مارکس حکومت لویی بناپارت را به عنوان یک دولت استثنایی که در ورای طبقات اجتماعی قرار دارد و خود به مبارزات طبقاتی جهت می‌دهد مورد مطالعه قرار داد و برای توصیف این نوع رژیم از واژه بناپارتیسم استفاده کرد. این رژیم که پایگاه اجتماعی خاصی نداشت صرفاً با تکیه بر عنصر سرکوب و خشونت حکومت می‌کرد با حمله ارتش پروس به فرانسه خاتمه یافت.
به طور خلاصه مارکس در این کتاب شیوه تمرکز قدرت سیاسی در دست قوه اجرایی به زیان طبقه مسلط را بررسی می‌کند و از دولت بناپارت به عنوان «زائده انگل گونه بر پیکر جامعه مدنی و منبع مستقل عمل سیاسی» نام می‌برد . طبقات مسلط از طریق مالکیت رسانه ها ، کنترل بر مراکز تجمع ، پول و دیگر منافع سلطه ی خود را بر نهادهای سیاسی اعمال می‌کنند و قدرت طبقاتی عمدتاً در درون دستگاه‌های اداری دولت تجلی و تبلور می‌یابد.
مارکس حتی در مورد دولت نسبتاً مستقل بناپارت بر آن بود که رژیم بناپارتی به هرحال در آخرین تحلیل شکلی از حکومت طبقاتی بوده و از منافع بورژوازی فرانسه حمایت می کرد.

### گفتاورد مشهور
این کتاب منبع یکی از مشهورترین گفتاوردهای مارکس است که بیان می‌کند: تاریخ تکرار می‌شود بار اول به عنوان تراژدی، سپس نمایش کمدی، که بخش نخست آن به ناپلئون اول و بخش دوم به برادرزاده اش لویی ناپلئون (ناپلئون سوم) اشاره دارد:

«هگل در جایی اظهار می‌کند که تمام وقایع بزرگ و شخصیت‌های جهان تاریخی دوبار ظاهر می‌شوند. او فراموش می‌کند اضافه کند که: بار اول به‌صورت تراژدی، بار دوم به‌صورت نمایش کمدی. کاسیدیر در مقابل دانتون، لوئی بلانک در برابر روبسپیر … برادرزاده در برابر عمو. همان کاریکاتور در موقعیت نسخه دوم هیجدهم برومر نیز رخ می‌دهد».

## ترجمه‌ها به فارسی
از این کتاب دو ترجمه به زبان فارسی منتشر شده‌است:
ه‍ج‍ده‍م ب‍روم‍رل‍وئ‍ی ب‍ن‍اپ‍ارت، ترجمه م‍ح‍م‍د پ‍وره‍رم‍زان
هیجدهم برومر لوئی بناپارت، ترجمه باقر پرهام، تهران: نشر مرکز